# Fowler (cràter)

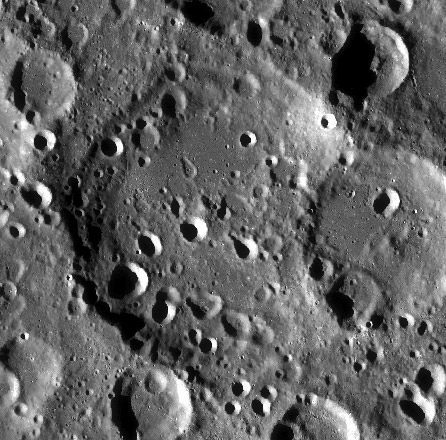
Fotografia de la missió Lunar Reconnaissance Orbiter

Fowler és un gran cràter d'impacte que es troba en l'hemisferi nord de la cara oculta de la Lluna. Es troba al sud-sud-oest del cràter Esnault-Pelterie, i al nord de Gadomski. El cràter Von Zeipel recobreix el costat oriental de Fowler, envaint el seu interior.

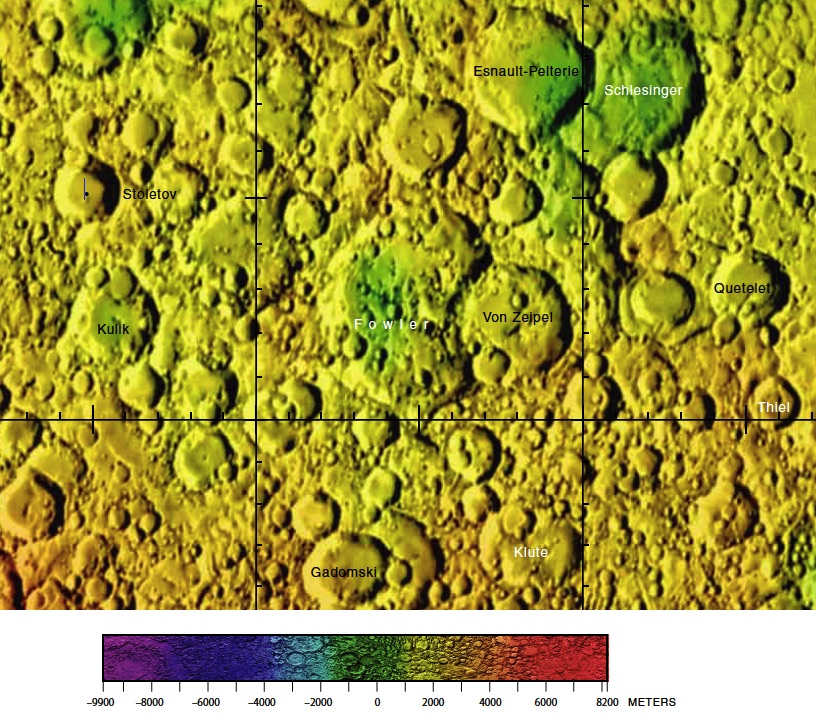
Localització de Fowler

La vora exterior d'aquest cràter s'ha desgastada i arrodonida per l'erosió d'impactes posteriors fins que s'ha convertit en poc més que un pendent irregular fins a la depressió interior. Una sèrie de petits cràters es troben al llarg de la vora i de la paret interior. Un impacte en l'extrem nord-est, al nord de Von Zeipel, presenta una albedo relativament alta i està envoltat per una falda de material brillant. Això és indicatiu d'un impacte relativament recent que no ha tingut temps per enfosquir-se a causa de la intempèrie espacial.
La part oriental del pis interior ha estat superposada en part per les rampes exteriors i les ejeccions de Von Zeipel. El sòl del costat sud està marcat per un arc de petits impactes. El sòl del nord és més pla i està marcat solament per alguns cràters petits.

## Cràters satèl·lit
Per convenció, aquestes característiques són identificades en mapes lunars posant la lletra en el costat del punt mitjà del cràter que està més prop de Fowler.
|        | \| Fowler \| Coordenades \| Diàmetre \| \| ------ \| -------------------------------------- \| -------- \| \| A \| 46° 18′ N, 145° 00′ O / 46.3°N,145.0°O \| 52 km \| \| C \| 45° 00′ N, 141° 54′ O / 45.0°N,141.9°O \| 32 km \| \| N \| 40° 06′ N, 146° 06′ O / 40.1°N,146.1°O \| 39 km \| \| R \| 42° 12′ N, 150° 06′ O / 42.2°N,150.1°O \| 18 km \| \| W \| 46° 00′ N, 150° 12′ O / 46.0°N,150.2°O \| 31 km \| |          |
| Fowler | Coordenades | Diàmetre |
| A      | 46° 18′ N, 145° 00′ O / 46.3°N,145.0°O | 52 km    |
| C      | 45° 00′ N, 141° 54′ O / 45.0°N,141.9°O | 32 km    |
| N      | 40° 06′ N, 146° 06′ O / 40.1°N,146.1°O | 39 km    |
| R      | 42° 12′ N, 150° 06′ O / 42.2°N,150.1°O | 18 km    |
| W      | 46° 00′ N, 150° 12′ O / 46.0°N,150.2°O | 31 km    |